# أحمد الصعيدي
أحمد الصعيدي (10 نوفمبر1947) هو قائد أوركسترا ومؤلف مصرى. 

## حياته ونشاته
ولد برشيد في 10 نوفمبر 1947، درس الفلسفة في جامعة الإسكندرية (1966 - 1968) ودرس في المعهد العالى للموسيقى في القاهرة (الكونسيرفاتوار) من سنة 1968 حتى 1971 وحصل على درجة (BMus) بتقدير امتياز، قام بوضع الموسيقى التصويرية لفيلم رغبه متوحشة.درس المايسترو أحمد الصعيدى الفلسفة في جامعة الأسكندرية وتخرج منها عام 1968م، ودرس بعدها في المعهد العالى الموسيقى "الكونسيرفتوار" بالقاهرة من عام 1968 إلى عام 1971 ليحصل منه على البكالوريوس بتقدير امتياز.

## مسيرته الفنية
سافر بعدها أحمد الصعيدي إلى موسكو ليدرس التأليف الموسيقي في كونسيرفاتوار تشايكوفسكى في الفترة ما بين عامي 1973م و1947م، بعدها سافر إلى فيينا ليدرس بالمدرسة العليا للموسيقي والفنون الدرامية في الفترة ما بين عامي 1976م و1984م، وقد تخرج من قسم قيادة الأوركسترا عام 1982م ومن قسم التأليف الموسيقي عام 1984م وحصل على الماجستير عام 1985م، وقد منح الجنسية النمساوية في نفس العام.
و كان أول ظهور فني عالمي له بقاعة كونسرتهاوس بفيينا عام 1983م حيث قاد الاوركسترا السلوفاكي للحجرة، وتولي منصب القائد الأساسي لأوركسترا موسيقي فيينا للحجرة في الفترة من عام 1986م حتى عام 1988م
عين أحمد الصعيدي أستاذ مساعد في المعهد العالى الموسيقى "الكونسيرفتوار" عام 1988م، تولي بعدها قيادة الأوركسترا المصري للحجرة في الفترة من عام 1989م حتى عام 1995م، وتولي قيادة أوركسترا القاهرة السيمفوني في الفترة من عام 1991م حتى عام 2003م.
وقد أسس أحمد الصعيدي الورشة الدولية لقيادة الأوركسترا في القاهرة عام 2001م، وهو أيضا مؤسس ورئيس الجمعية الفيلهارمونية المصرية، وقد قاد الصعيدي أكثر من 50 أوركسترا لاعديد من دول أوروبا مثل النمسا وألمانيا وبولندا ورومانيا وإسرائيل.

## الجوائز التي حصل عليها
وقد حصل أحمد الصعيدي على العديد من الجوائز والميداليات منها ميدالية فيللا لوبوس المئوية من دولة البرازيل وجائزة الدولة للتأليف (1995) وجائزة الدولة للإنجازات الفنية المتميزة (2000) ووسام الشرف للعلوم والفنون بالنمسا (2004).
1. ↑  "حفل أوركسترا القاهرة السيمفوني بقيادة أحمد الصعيدى في الأوبرا.. اليوم". اليوم السابع. 3 فبراير 2024. مؤرشف من الأصل في 2024-02-11. اطلع عليه بتاريخ 2024-02-11.
2. ↑  "أحمد الصعيدي - تمثيل فيلموجرافيا، صور، فيديو". elCinema.com. مؤرشف من الأصل في 2024-02-11. اطلع عليه بتاريخ 2024-02-11.
3. ↑  "المايسترو أحمد الصعيدى: أنا متمرد بطبعى ولست «بعبع» حتى يخشانى أحد -حوار - بوابة الشروق". www.shorouknews.com (بar-eg). Archived from the original on 2024-02-11. Retrieved 2024-02-11.{{استشهاد ويب}}:  صيانة الاستشهاد: لغة غير مدعومة (link)
4. ↑  "دار الاوبرا | أوركسترا القاهرة السيمفونى". www.cairoopera.org. مؤرشف من الأصل في 2024-11-13. اطلع عليه بتاريخ 2024-02-11.
5. ↑  "Ahmed El-Saedi – The Living Composers Project". www.composers21.com. مؤرشف من الأصل في 2024-02-11. اطلع عليه بتاريخ 2024-02-11.
6. ↑  "Almustaqbal Newspaper - Official Website". web.archive.org. 15 مايو 2008. مؤرشف من الأصل في 2008-05-15. اطلع عليه بتاريخ 2024-02-11.{{استشهاد ويب}}:  صيانة الاستشهاد: BOT: original URL status unknown (link)
7. ↑  "مؤلفات ألمانية بقيادة المايسترو أحمد الصعيدي على المسرح الكبير". مصراوي.كوم. مؤرشف من الأصل في 2024-02-12. اطلع عليه بتاريخ 2024-02-11.
8. ↑  "المايسترو أحمد الصعيدي يقود اوركسترا القاهرة السيمفوني .. الليلة". الجمهورية اون لاين. 11 فبراير 2024. مؤرشف من الأصل في 2024-02-11. اطلع عليه بتاريخ 2024-02-11.